# Merinofår
'Merinofåret (eller merino) er en fårerace, der opdrættes for merinoulden. Racen er især kendt fra Spanien i middelalderen og blev i mange år kun opdrættet her. Først fra 1700-tallet spredtes merinofår til andre lande. Merinofår er verdens talrigeste fårerace og er i dag særligt udbredt i Australien, New Zealand, Sydafrika og Sydamerika. Især Australien er storleverandør af merinould.